# Ziapelta
Genre
Espèce
Ziapelta est un genre de dinosaures ornithischiens de la famille des ankylosauridés. Il vivait au Campanien, âge du Crétacé supérieur, dans ce qui est maintenant le Nouveau-Mexique. Le genre comporte une unique espèce, Ziapelta sanjuanensis.